# Bruce Myles
Bruce Myles (Sydney, 29 novembre 1940) è un attore e regista cinematografico australiano.
È apparso in 40 film e serie televisive a partire dal 1963. Nel 1987, insieme con Michael Pattinson, ha diretto il film Ground Zero; il film ha preso parte al Festival di Berlino 1988.
Nel 2004 ha adattato The Call, il romanzo del 1998 di Martin Flanagan riguardo al giocatore di cricket e pioniere del football australiano Tom Willis, in un'opera teatrale.

## Filmografia parziale
- Every Move She Makes, regia di Catherine Millar (1984)
- Ground Zero, regia di Bruce Myles e Michael Pattinson (1987)
- Un grido nella notte (A Cry in the Dark - Evil Angels), regia di Fred Schepisi (1988)